# Sýsla
Sýsla, flertal sýslur, (norrønt: sýsl, dansk: syssel) er på Færøerne embedsområdet for en sysselmand. Hvert sýsla var underinddelt i flere sogne, og i hver syssel blev der hvert forår holdt várting (vårting).

## På Færøerne er der seks sýslur
- Norðoyar
- Eysturoy
- Streymoy
- Vágar
- Sandoy
- Suðuroy